# Личинкоїд пломенистий
Личинкоїд пломенистий (Pericrocotus speciosus) — вид горобцеподібних птахів родини личинкоїдових (Campephagidae). Мешкає в Південній і Південно-Східній Азії. Раніше вважався конспецифічним з іржастим личинкоїдом. Виділяють низку підвидів.

## Опис
Довжина птаха становить 20-23 см, враховуючи довгий хвіст, вага 19-24,5 г. Виду притаманний статевий диморфізм. У самців голова і верхня частина тіла чорні, блискучі. Нижня частина тіла, надхвістя і плями на крилах червоні. Форма і колір плям на крилах, а також відтінок нижньої частини тіла різниться в залежності від підвиду. У самиць голова і верхня частина тіла сірі, нижня частина тіла, обличчя, крайні стернові пера, надхвістя і плями на крилах жовті. У самців підвидів P. s. nigroluteus і P. s. marchesae нижня частина тіла, надхвістя і плями на крилах жовті.

## Підвиди
Виділяють вісімнадцять підвидів:

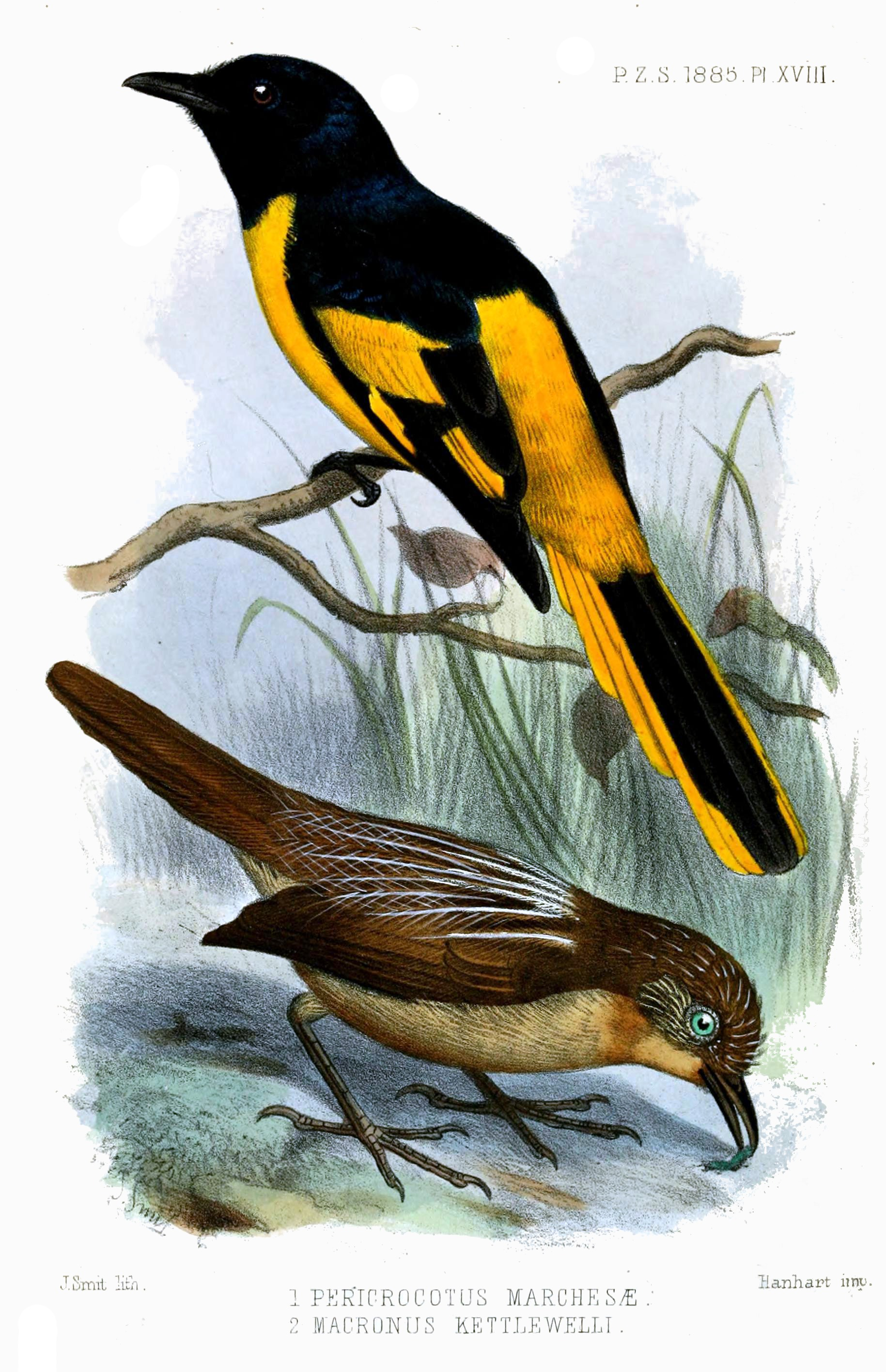
Пломенистий личинкоїд (зверху) і бура синчівка (знизу)

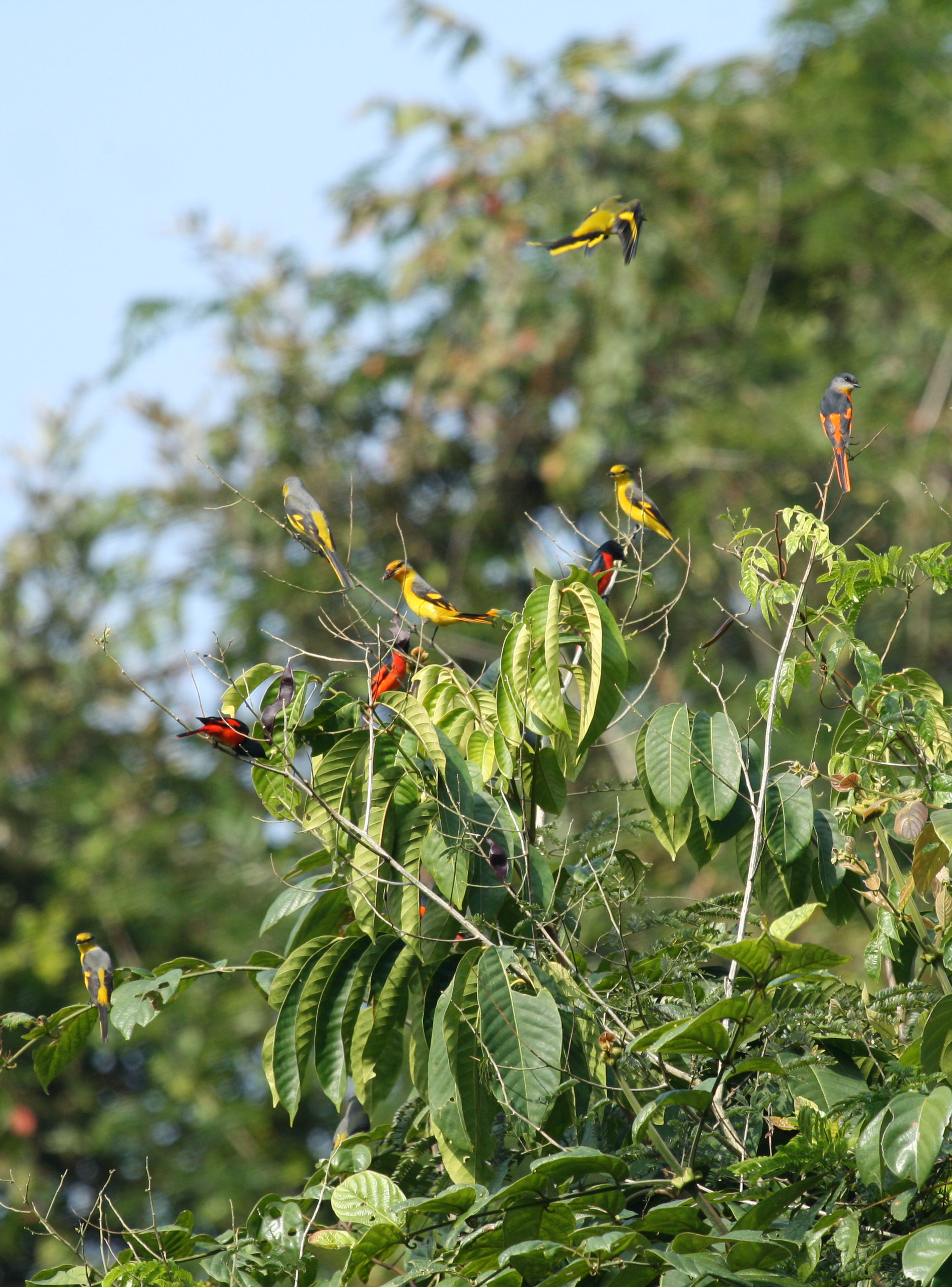
Пломенисті личинкоїди

- P. s. siebersi Rensch, 1928 — острови Ява і Балі;
- P. s. exul Wallace, 1864 — острів Ломбок;
- P. s. andamanensis Beavan, 1867 — Андаманські острови;
- P. s. minythomelas Oberholser, 1912 — острів Сімелуе;
- P. s. modiglianii Salvadori, 1892 — острів Енгано;
- P. s. speciosus (Latham, 1790) — Гімалаї (від Кашміру до південно-східного Тибету);
- P. s. fraterculus Swinhoe, 1870 — Північно-Східна Індія (на північ від Брахмапутри), північна М'янма, Юньнань, північний Індокитай і острів Хайнань;
- P. s. fohkiensis Buturlin, 1910 — південно-східний Китай (від Гуйчжоу на схід до Фуцзяня і на південь до Гуансі і Гуандуна);
- P. s. semiruber Whistler & Kinnear, 1933 — схід центральної Індії, південна М'янма, Таїланд, південний і центральний Індокитай;
- P. s. flammifer Hume, 1875 — південно-східна М'янма, південний Таїланд, північ і центр Малайського півострова;
- P. s. xanthogaster (Raffles, 1822) — південь Малайського півострова, Суматра і сусідні острови;
- P. s. insulanus Deignan, 1946 — Калімантан;
- P. s. novus McGregor, 1904 — острови Лусон і Негрос;
- P. s. leytensis Steere, 1890 — острови Самар, Бохоль і Лейте;
- P. s. johnstoniae Ogilvie-Grant, 1905 — гора Апо на острові Мінданао;
- P. s. gonzalesi Ripley & Rabor, 1961 — північ і схід Мінаданао;
- P. s. nigroluteus Parkes, 1981 — південь центрального Мінданао;
- P. s. marchesae Guillemard, 1885 — острови Холо і Капуал (архіпелаг Сулу).

## Поширення і екологія
Пломенисті личинкоїди мешкають в Пакистані, Індії, Непалі, Бутані, Бангладеш, М'янмі, Китаї, Таїланді, Лаосі, В'єтнамі, Камбоджі, Малайзії, Індонезії, Брунеї і на Філіппінах. Частина гімалайських популяцій взимку мігрують на південь, до північної Індії і Бангладеш. Вони живуть у вологих рівнинних і гірських тропічних лісах, в заболочених лісах і в садах, на висоті до 2100 м над рівнем моря. Зустрічаються зграйками, часто приєднуються до змішаних зграй птахів. Живляться комахами, їх личинками і павуками. Гніздяться на деревах, в кладці 2-3 яйця, інкубаційний період триває 15 днів.